# Massís de l’Ardenya

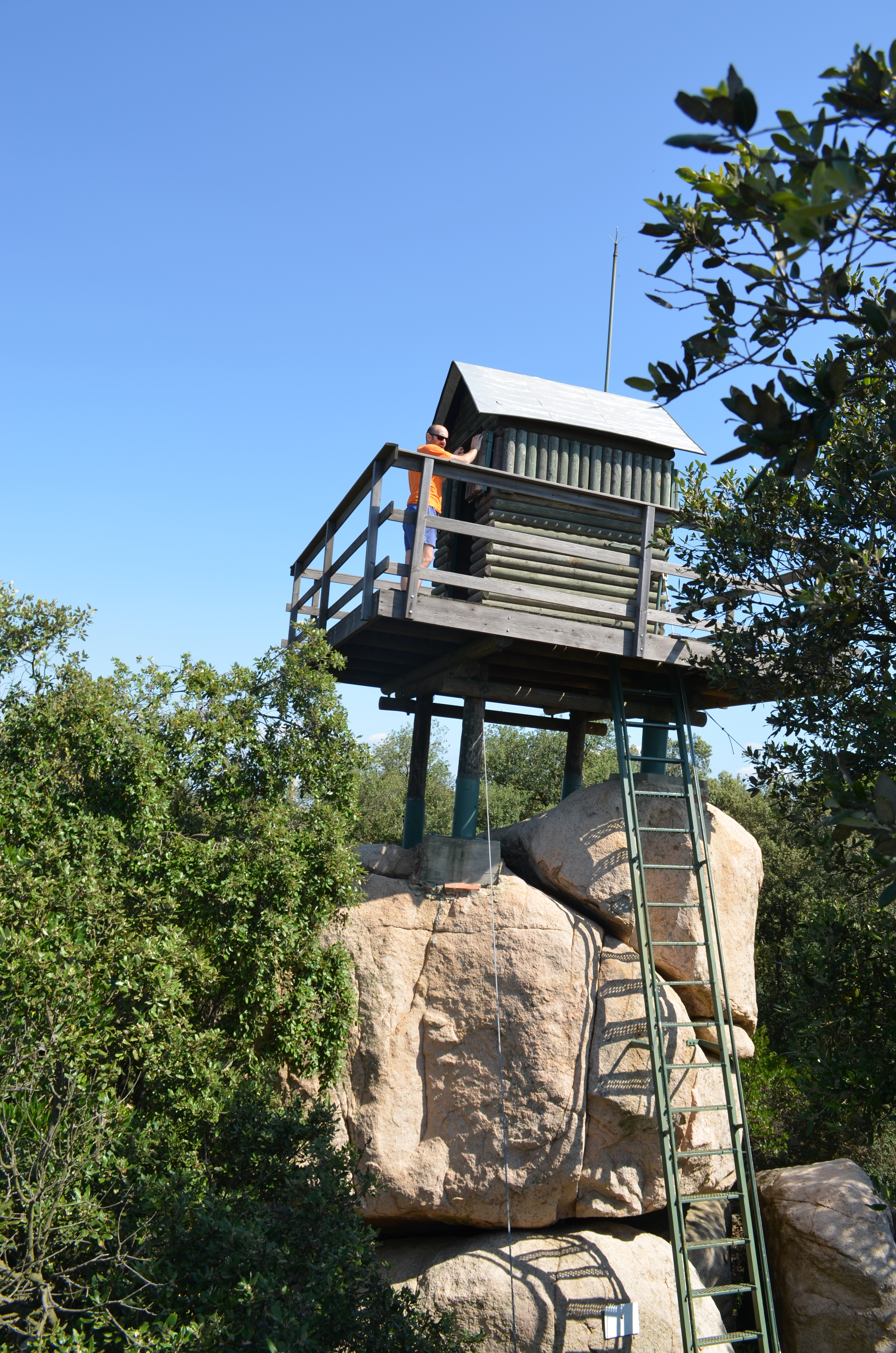
Vom Feuermeldeturm auf dem Puig de les Cadiretes erfolgt die Überwachung des Massís de l’Ardenya auf Waldbrände

Das Massís de l’Ardenya, auch Serra de l’Ardenya oder Massís de Cadiretes – l’Ardenya (in spanischer Sprache Macizo de les Cadiretes), ist ein Gebirge in Katalonien. Der höchste Berg ist der Puig de les Cadiretes mit 518,7 m über NN. Das Gebirge ist als Pla d’Espais d’Interès Natural ein geschütztes Landschaftsschutzgebiet.

## Lage
Das Massís de l’Ardenya ist Teil des katalanischen Küstengebirges, der Serralada Litoral Catalana. Dieser Gebirgszug ist prägend für den „wilden“ Charakter der Costa Brava (Costa Brava bedeutet „wilde Küste“). Insbesondere im Kernbereich der Costa Brava, zwischen Lloret de Mar und Sant Feliu de Guíxols fällt das Küstengebirge steil zur Küste ab (dieser steile Abfall setzt sich unter Wasser fort) und machte das Land früher schwer passierbar und heute zu einer der Attraktionen des spanischen Tourismus geworden.
Zwischen Lloret und Tossa de Mar trägt das Küstengebirge den Namen Serra de Marina. Zwischen Tossa und Sant Feliu ist es das Massís de l’Ardenya. Nördlich der Schnellstraße zwischen Llagostera und Sant Feliu (C 65), welche die Passstraße zwischen beiden Gebirgsteilen bildet, schließt sich das Massís de les Gavarres an.
Im Landesinneren bildet das Dreieck Lloret, Llagostera und Sant Feliu die Grenze des Gebirges zur Ebene von Girona. Das Massís de l’Ardenya liegt damit in den Comarcas Baix Empordà, Gironès und La Selva. In den Landkreise La Selva und Baix Empordà gibt es eine Konzentration von Paradolmen, wie im Massís de Cadiretes. 
Die Provinzstraße GI-6821 verbindet die Küstenstraße über den Pass bei der Ermita de Sant Grau mit Llagostera und bildet die Grenze zwischen Baix Empordà und La Selva. Der Paradolmen d’en Garcia ist eine steinzeitliche Grabanlage im Massís de l’Ardenya.

## Berge
Wichtige Berge sind:
| Berg                   | Höhe    | Lage | Bild |
| ---------------------- | ------- | ---- | ---- |
| Puig de les Cadiretes  | 518,7 m | ▼    |      |
| Montagut               | 498,3 m | ▼    |      |
| Montllor               | 470,4 m | ▼    |      |
| Puig de les Cols       | 416,8 m | ▼    |      |
| Montllor Petit         | 403,4 m | ▼    |      |
| Puig de Sant Baldiri   | 401,5 m | ▼    |      |
| El Montclar            | 401,1 m | ▼    |      |
| Puig de les Vacasses   | 386 m   | ▼    |      |
| Turó de l'Avi          | 356 m   | ▼    |      |
| Puig Gros              | 324,6 m | ▼    |      |
| Puig Nau               | 227,2 m | ▼    |      |
| Puig de Sobre Montllor | 173 m   | ▼    |      |
| Roques Bessones        | 169 m   | ▼    |      |